# ماتسومائه تاکاهیرو
ماتسومائه تاکاهیرو (به ژاپنی: 松前 崇広 Matsumae Takahiro); ۱۰ دسامبر ۱۸۲۹ – ۹ ژوئن ۱۸۶۶) روجو، ارباب قلمرو ماتسومائه یکی از دایمیوهای توزاما در دوره شوگون‌سالاری توکوگاوا، اهل ژاپن بود. عنوان درباری او (کوکوشی)، ازو نو کامی بود. او در ازو امروزه هوکایدو متولد شد و در سن ۳۶ سالگی درگذشت.